# 152 mm armata wz. 1935 (Br-2)

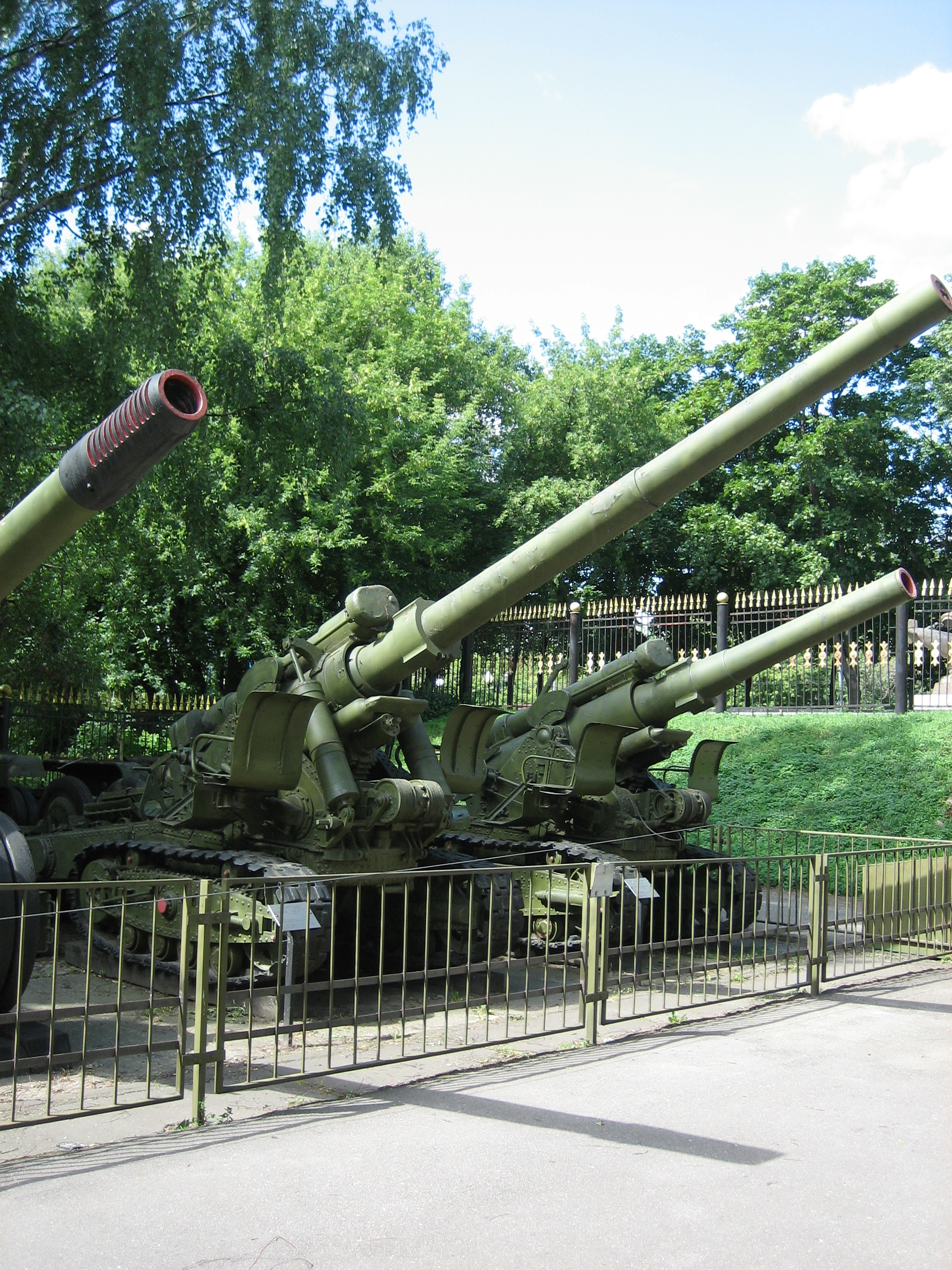
BR-2 w muzeum w Moskwie

152 mm armata wz. 1935 (Br-2) (ros. 152-мм пушка образца 1935 года, Бр-2) – radziecka dalekosiężna armata opracowana w latach 30. Produkowana w małych ilościach od 1937 do 1940. 22 czerwca 1941 Armia Czerwona posiadała 38 armat tego typu, z tego 28 w linii.
W 1955 armaty przeszły dogłębną modernizację i otrzymały oznaczenie Br-2M.